# 光明山镇
光明山镇，是中华人民共和国辽宁省大連市庄河市下辖的一个乡镇级行政单位。

## 行政区划
光明山镇下辖以下地区：
北关村、赵家村、乔屯村、财主房村、光明山村、佟岭村、小河沿村、松林村、前杨村、小营村、冯屯村、吕沟村和金线沟村。